# Charles Gleyre
Marc Gabriel Charles Gleyre (n. 2 mai 1806, Chevilly⁠(d), cantonul Vaud, Elveția – d. 5 mai 1874, Paris, Île-de-France, Franța) a fost un pictor elvețian artist stabilit de la o vârstă fragedă în Franța. El a preluat atelierul lui Paul Delaroche în anul 1843 și a predat pictura unor artiști tineri care au devenit ulterior celebri, așa cum au fost Claude Monet, Pierre-Auguste Renoir, Alfred Sisley, James Abbott McNeill Whistler și Louis-Frederic Schützenberger.

## Viața
Charles Gleyre s-a născut în Chevilly, în apropiere de Lausanne. Părinții lui au murit când el avea opt sau nouă ani și a fost crescut de un unchi în Lyon, Franța. Acesta l-a trimis la școala industrială a orașului. Și-a început educația artistică la Lyon sub îndrumarea lui Jean-Claude Bonnefond, înainte de a se muta la Paris, unde s-a înscris la École nationale supérieure des beaux-arts la clasa profesorului  Louis Hersent. Gleyre a urmat cursurile Academiei de Artă din Elveția, unde studiat tehnica acuarelei în atelierul lui Richard Parkes Bonington. Apoi a plecat în Italia, unde l-a cunoscut pe Horace Vernet și Louis Léopold Robert.
La recomandarea Vernet, el l-a însoțit pe John Lowell Jr. în călătoriile sale în estul Mediteranei, unde a realizat scene și subiecte etnografice. Ei au plecat din Italia în primăvara anului 1834 și au vizitat Grecia, Turcia și Egipt, unde au rămas împreună până în noiembrie 1835, când Lowell a plecat în India. Gleyre a continuat călătoriile sale în jurul Egiptului și Siria și nu s-a întors în Franța decât în anul 1838, fiind bolnav de oftalmie sau de o inflamație a ochiului contactată la Cairo și de febră tifoidă în Liban, a revenit la Lyon. După recuperarea medicală, artistul a plecat la Paris și și-a înființat un atelier modest pe Rue de Université. Primele lucrări importante au fost două panouri decorative intitulate Diana ieșind din baie (Diana leaving the Bath) și Tânăr nubian (Young Nubian). Aceste două picturi au rămas necunoscute mult timp de la crearea lor, ele fiind remarcate de publicul larg abia după lansarea sa artistică cu Viziunea apocaliptică a Sfântului Ioan (Apocalyptic Vision of St. John) pe care a prezentat-o pentru prima oară la Salonul Oficial din anul 1840. După lansare, următoarea realizare artistică a fost Înserare (Evening) care a fost expusă la același Salon în anul 1843. Compoziția înfățișează un poet așezat pe malul unui râu, cu capul plecat într-o postură obosită. Capul este sprijinit de mână, personajul privindu-se cu tristețe în oglinda apei, alături de o tânără fecioară.
În ciuda succesului acestor primele acțiuni, Gleyre s-a retras din competiția publică și și-a petrecut restul vieții cu un devotament liniștit față de idealurile sale artistice. El nu a căutat aplauzele ale mulțimii și nu și-a transformat arta într-un mijloc de îmbogățire. După anul 1845, când a expus Despărțirea apostolilor, el nu a mai participat la Salonul Oficial decât cu lucrarea Dansul bancantelor din 1849. Totuși el a lucrat în mod constant și a fost foarte productiv în creația sa.